# Anacyclique
 (mars 2023).
Si vous disposez d'ouvrages ou d'articles de référence ou si vous connaissez des sites web de qualité traitant du thème abordé ici, merci de compléter l'article en donnant les références utiles à sa vérifiabilité et en les liant à la section « Notes et références ».
Un anacyclique est un mot ou un groupe de mots qui conserve un sens lorsqu'on le lit de droite à gauche. Un anacyclique est donc un cas particulier d'anagramme. Il est communément admis que l'on ne tient pas compte des signes diacritiques (accents, trémas, cédilles) ni des espaces.
Dans le cas général, le texte est différent selon que l'on lit dans le sens normal de lecture ou en sens inverse. Lorsque le texte est identique, il s'agit d'un palindrome.
Parfois, le terme « ananyme » est employé pour désigner un anacyclique. 
On parle de « phrase anacyclique » lorsque l’on obtient une phrase grammaticalement correcte en inversant l’ordre des mots.

## Exemples

### Mots anacycliques
- « nos » et « son »
- « mon » et « nom »
- « les » et « sel »
- « rit » et « tir »
- « zen » et « nez »
- « ados » et « soda »
- « bons » et « snob »
- « Léon » et « Noël »
- « tracé » et « écart »
- « saper » et « repas »
- « super » et « repus »
- « amuser » et « résuma »
- « épater » et « retapé »
- « regagner » et « rengager »
- « retartiner » et « renitrater »
- « trop » et « port »
- « Nabil » et « Liban »
- « Lana et Anal »
- « Tom et mot »
- « Liam et mail »
- « Luc et cul »
- « Cergy » et « Y-grec »
- « Star » et « rats »

### Groupes de mots
- « l'ami naturel » et « le rut animal »
- « port salut » et « tu l’as trop »
- « Super star » et « rats repus »

### Phrases anacycliques
- « Souffrir sans amour, l’oublies-tu parfois ? » et « Parfois, tu oublies l’amour sans souffrir »
- « Vivre pour manger » et « Manger pour vivre »
- « Travailler pour vivre » et « Vivre pour travailler »

### Noms propres

#### Dans la fiction
Les anacycliques sont parfois utilisés par des romanciers pour donner des noms à leurs personnages. C’est le cas par exemple du prénom « Enola » anacyclique du mot anglais « alone ».
Le roman Gig, de James Lovegrove, qui est constitué de deux parties complémentaires, utilise des anacycliques pour les titres de ses chapitres. D’autres anacycliques sont également disséminés au fil de l’ouvrage.
Dans la série de jeux vidéo Castlevania ainsi que dans le manga Hellsing, le nom Alucard est l’anacyclique de Dracula.
Dans Shining de Stephen King, « Tromal » donne « la mort » (dans le texte original américain, il s’agit de « Redrum » (murder), autrement dit, en français « meurtre »).
La société Ankama utilise de nombreux anacycliques pour nommer les peuples, objets et lieux de l'univers de Dofus et Wakfu, y compris son propre nom (Ankama devient Amakna, nom du monde où évoluent les peuples de Dofus et Wakfu).  
Dans la série de jeux vidéo Mortal Kombat, le personnage Noob Saibot est un clin d'œil des développeurs : lu à l'envers, il donne Tobias Boon, en référence aux deux créateurs de la série des Mortal Kombat John Tobias et Ed Boon.
Dans la série de BD Le Serment de l'Ambre, les noms de sept des huit Sorciers de Tichit sont des anacycliques d'insultes courantes : Iturba, Erat, Dranoc, Libed, Elbanim, Toban, et Epolas. Un autre personnage est nommé Eliacar et l'un des personnages féminins est nommé Senga, anacyclique d'Agnès. Le nom Tichit lui-même peut être considéré comme un palindrome si le "ch" est considéré comme une seule lettre.

#### Pseudonymes ou noms de groupes
Nujabes, producteur de hip-hop, de trip hop et DJ japonais, a pris pour pseudonyme l'anacyclique de ses nom (Seba) et prénom (Jun) accolés.
Un certain nombre de thèmes de jazz sont des anacycliques : Ecaroh inverse le prénom de son compositeur Horace Silver ; Nardis, célèbre morceau de Miles Davis, inverse le nom du chanteur Ben Sidran. Le thème Airegin de Sonny Rollins est l'anacyclique de Nigeria.
À la fin du XIXe siècle, le chanteur Dranem a utilisé l'anacyclique de son nom de famille, Ménard, comme pseudonyme. 
Le nom du groupe musical Starflam est l'anacyclique de Malfrats, tiré du nom d'un projet musical précédent de ses membres, Malfrats linguistiques.
Le nom "Panacloc" de Jeff Panacloc est également un anacyclique du vrai nom de famille de l'artiste, nommé Damien Colcanap.

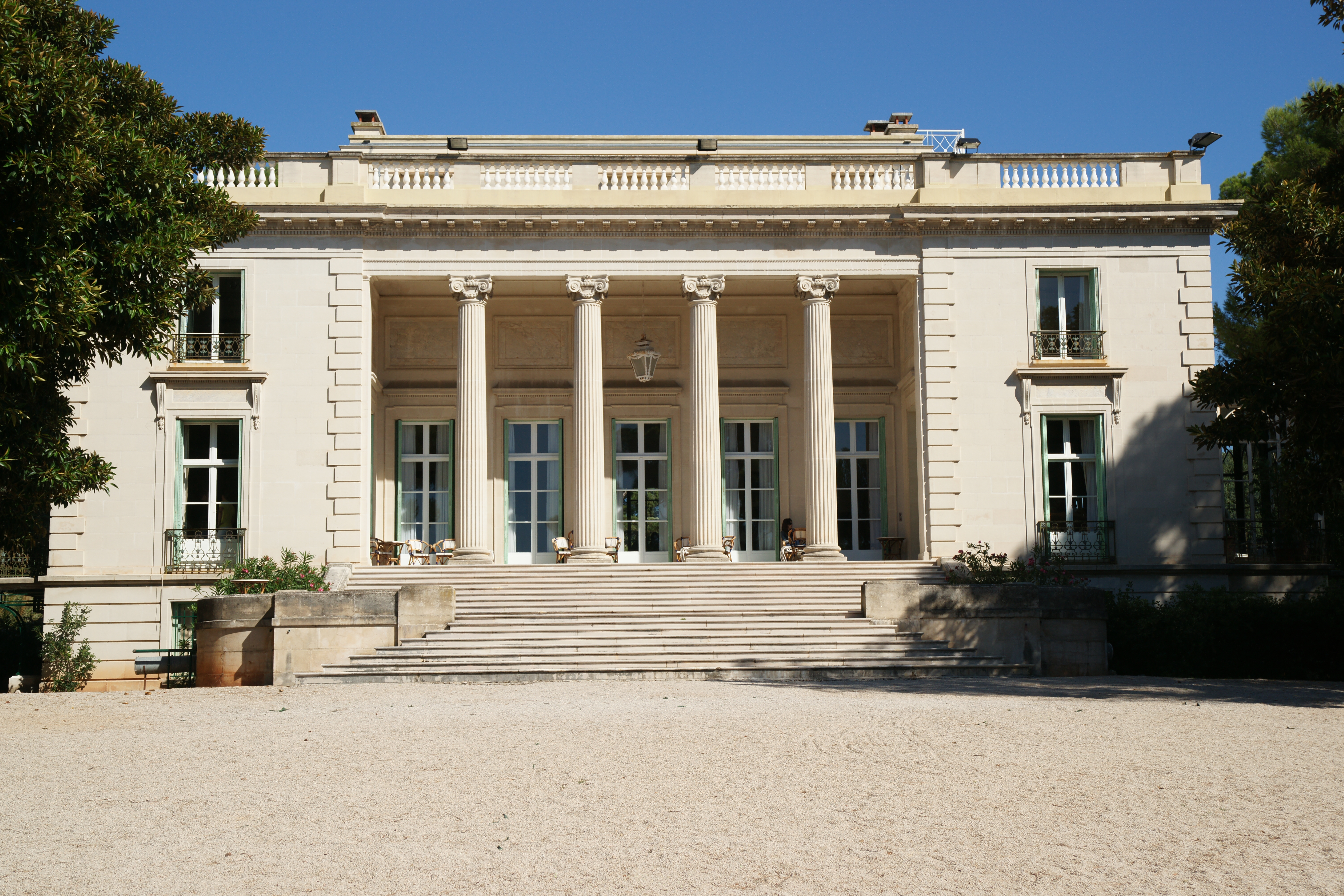
Villa Eilenroc, côté Ouest, cap d'Antibes, Juan-les-Pins, France

#### Noms d'entreprises
Des marques comme Duarig (ancienne entreprise française spécialisée dans le sport) et Norev (entreprise française de modélisme automobile) sont les anacycliques du nom de leurs fondateurs, respectivement M. Giraud et les frères Paul, Joseph et Émile Véron.

#### Toponymes
La Villa Eilenroc, demeure française de style néoclassique située au cap d'Antibes sur la Côte d'Azur, doit son nom à Cornélie, prénom de l'épouse de son constructeur.